# André Missant
André Missant est un artiste peintre, dessinateur et sculpteur français né le 29 août 1908 à Croix (Nord), ayant vécu à partir de 1936 à Roubaix où il est mort le 21 février 1977.

## Biographie
André Missant naît rue du Téléphone à Croix et grandit au sein d'une famille de négociants de tissu. Après des études dans une pension de Dottignies (Belgique), il fréquente l'École des beaux-arts de Roubaix. Ses premières toiles datent de 1925, année où il aborde également la sculpture sur bois. « L'œuvre est multiforme, évoque-t-on. Missant était portraitiste, auteur de compositions d'inspiration religieuse, de natures mortes, dessinateur, sculpteur. Il avait également remis à l'honneur le dessin à la pointe d'argent sur des papiers enduits qu'il préparait lui-même. Il était aussi continuellement à la recherche de nouveaux procédés… Missant était également doté d'une forte personnalité : très exigeant avec lui-même, entier, d'une personnalité brutale et dénué de tout esprit mercantile ».
Avec Lucie Haedrich (1906-1998), qu'il épouse en 1936, il s'installe dans un appartement-atelier situé dans le centre de Roubaix, s'y partageant avec un second atelier, également dans la ville, où il se consacre aux peintures de très grands formats et que, hormis lors de la Seconde Guerre mondiale, il ne quittera que très peu. Ses premières expositions personnelles citées sont situées à Lille et Roubaix en 1943.

## Expositions

### Expositions personnelles
- Château de Montbéliard, 1968[5].

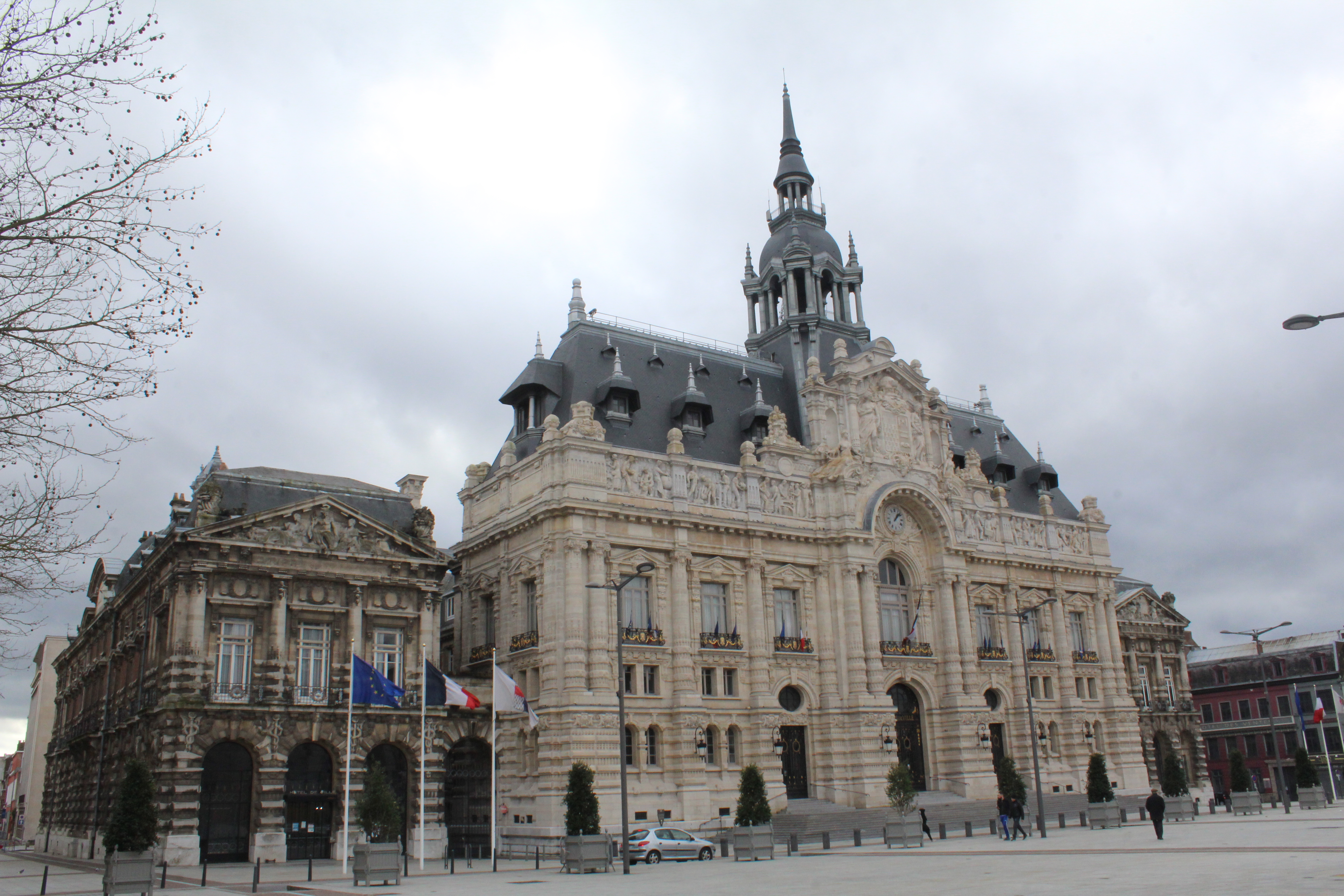
Hôtel de ville de Roubaix, 2008

- Médiathèque de Roubaix, janvier-février 1986.
- André Missant - Rétrospective, musée de Roubaix, 1986 ; hôtel de ville de Croix, 1987 (catalogues)[5],[6].
- André Missant ou la hantise de l'absolu, Tourcoing, mai 1995.
- Hôtel de ville de Croix, septembre 1997[2].
- André Missant (1908-1977) - Histoire d'un peintre de Roubaix, hôtel de ville de Roubaix, octobre-novembre 2008.
- Hôtel de ville de Croix, septembre 2013[7].

### Expositions collectives
- Salon de Tarascon, 1931 (récipiendaire du Premier prix).

## Réception critique
- « Son œuvre de portraitiste est considérable. Il a peint de nombreuses compositions religieuses… Il peignit aussi des natures mortes d'entre lesquelles celle intitulée Les Arts[8] rappelle par la facture large, grosse, sensuelle, le toucher pictural caractéristique d'Othon Friesz dans sa deuxième manière. On retrouve d'ailleurs cette facture enlevée, dans la lignée du "fa presto" du Tintoret dans la descente de croix de l'église Saint-Martin de Roubaix. » - Dictionnaire Bénézit[5]

## Conservation

### Collections publiques

#### France
- Hôtel de ville de Croix (Nord)[2] :
  - Beethoven, huile sur toile.
  - Les enchaînés, huile sur toile.

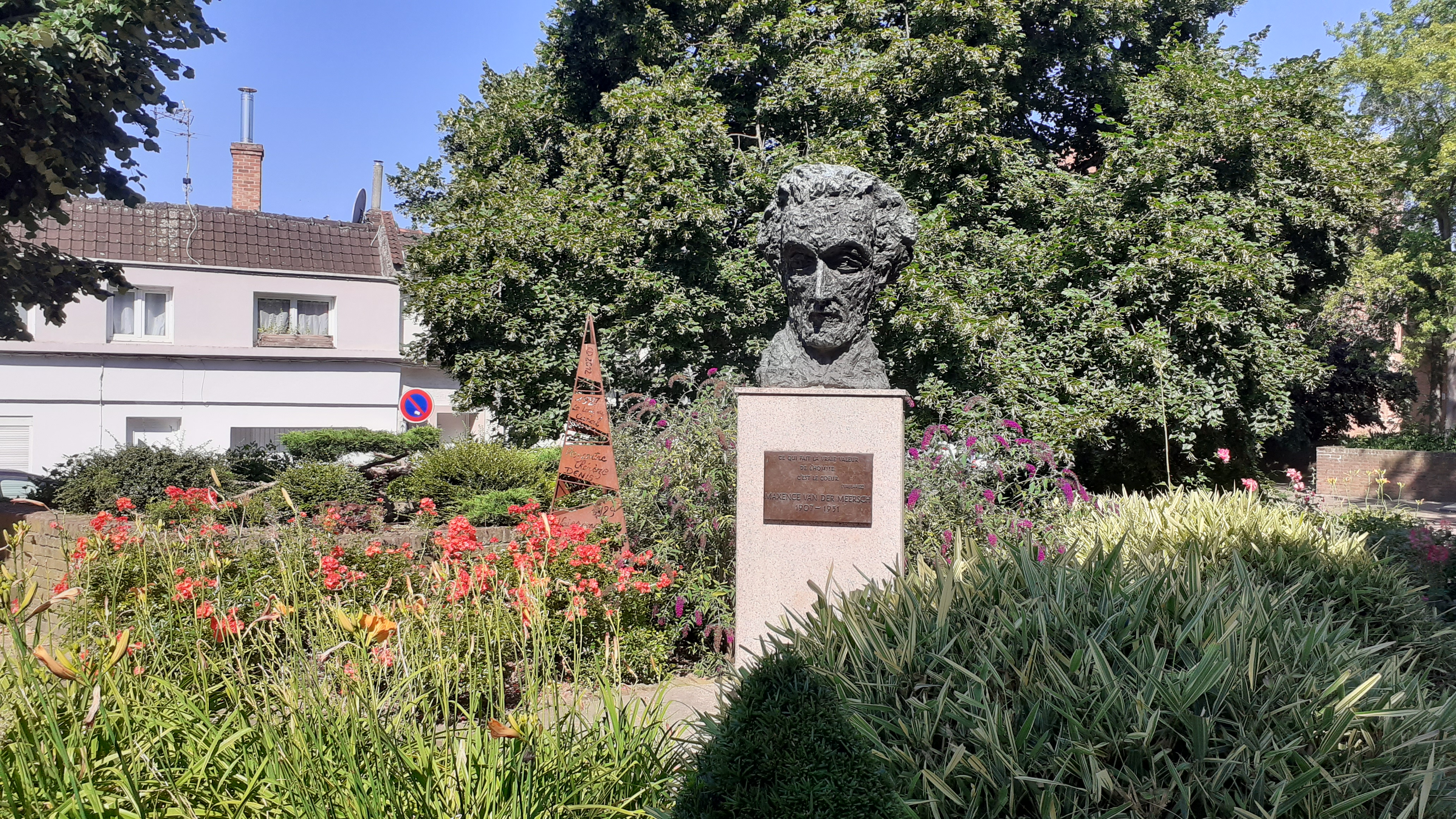
Wasquehal, square Maxence-Van-der-Meersch

- Église Saint-Martin de Roubaix, Descente de croix, huile sur toile 500x300cm[4],[9].
- Bibliothèque municipale de Roubaix, Les Arts, huile sur toile allégorique[8].
- La Piscine - Musée d'Art et d'Industrie André-Diligent, Roubaix, plusieurs œuvres[5] dont 
  - Femme lisant, huile sur panneau[10].
  - Portrait en buste de Maxence Van der Meersch, sculpture[5].

#### État du Vatican
- Appartements pontificaux, Rome, Dieu le Père, peinture[6].

### Espace public en France
- Buste de Maxence Van der Meersch, square Maxence-Van-der-Meersch, Wasquehal[11].

## Hommage
- Un square de la ville de Croix (Nord) porte le nom d'André Missant.